# Kyptoceras
Kyptoceras es un género extinto de mamífero artiodáctilo perteneciente a la familia Protoceratidae, el cual vivió en América del Norte entre las épocas del Mioceno al Plioceno hace 23.03—3.6 millones de años.

## Taxonomía

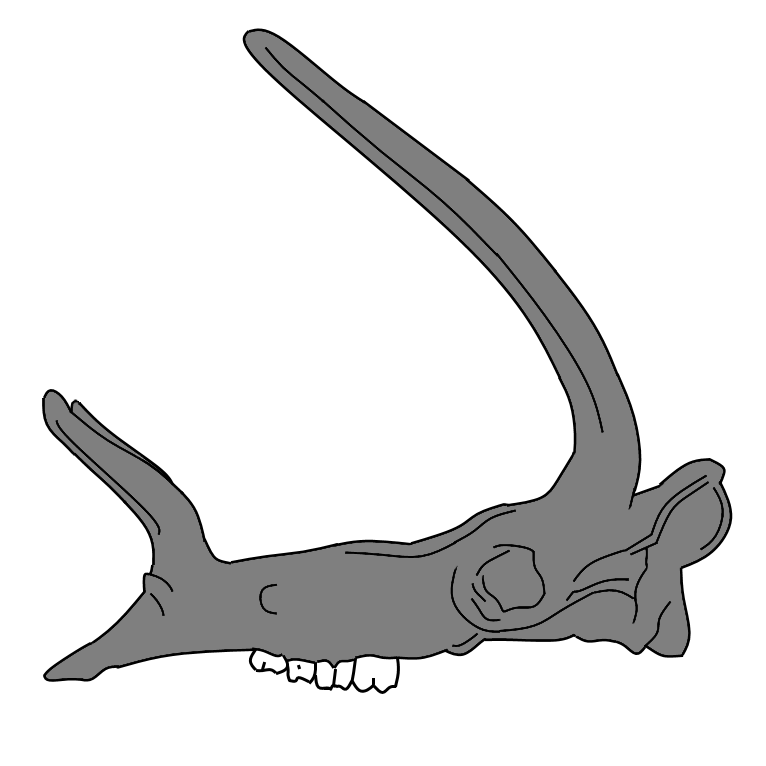
Ilustración del cráneo de Kyptoceras amatorum

Kyptoceras fue nombrado por Webb (1981). Su especie tipo es Kyptoceras amatorum. Es a su vez el género tipo de la tribu Kyptoceratini. Fue asignado a Kyptoceratini por Webb (1981), Prothero (1998), Webb et al. (2003) y Prothero y Ludtke (2007).

## Descripción
Kyptoceras es el último miembro conocido de su familia. Se cree que los protocerátidos fueron empujados a la extinción por los herbívoros pastadores más avanzados, pero en Florida, en donde aún había extensiones relativamente grandes de bosques, los prtocerátidos pudieron subsistir. El nombre del género se refiere a sus cuernos doblados, ya que los dos cuernos sobre los ojos se curvaban hacia su cabeza, mientras los dos cuernos nasales apuntaban hacia adelante. El nombre de la especie, amatorum, es un homenaje a los coleccionistas de fósiles aficionados, incluyendo a Frank Garcia (de Ruskin, Florida), el aficionado que encontró y donó los restos fósiles al Museo de Historia Natural de Florida.

## Distribución fósil
Sus fósiles se han encontrado en: 
- Tiger Bay Mine, Formación Upper Bone Valley, Condado de Polk (Florida)
- Lee Creek Mine, Formación Yorktown, Condado de Beaufort (Carolina del Norte)